# Purple (magazine)
Pour les articles homonymes, voir Purple.
Purple est un magazine relatif à la mode, aux arts et à la culture, créé en 1992 et édité en France.

## Bibilographie
Kammarti, Adrian. « Marvellous Fashion ». Mode : espaces critiques, édité par Émilie Hammen et Pascal Rousseau, Éditions de la Sorbonne, 2024, </